# (7174) Semois
(7174) Semois – planetoida należąca do zewnętrznej części pasa głównego planetoid okrążająca Słońce w ciągu 7 lat i 354 dni w średniej odległości 3,99 j.a. Została odkryta 18 września 1988 roku w Europejskim Obserwatorium Południowym przez Henriego Debehogne. Nazwa planetoidy pochodzi od Semois, rzeki w Walonii. Przed nadaniem nazwy planetoida nosiła oznaczenie tymczasowe (7174) 1988 SQ.